# Antun Augustinčić
Antun Augustinčić  (Klanjec, 4. svibnja 1900. – Zagreb, 10. svibnja 1979.), bio je hrvatski kipar, likovni pedagog, i akademik. Uz Ivana Meštrovića i Franu Kršinića svakako najznačajniji hrvatski kipar 20. stoljeća. Svjetski poznat po spomenicima izvedenim diljem svijeta, poput; Rudara iz Ženeve (ispred zgrade Međunarodnog ureda rada), Vjesnica mira – ispred zgrade Ujedinjenih naroda u New Yorku, Spomenika žrtvama fašizma u Adis Abebi te Spomenika seljačkoj buni u Stubici.

## Životopis
Antun Augustinčić rođen je u Klanjcu 1900. godine. Učio je kiparstvo od 1918. godine na tadašnjoj Visokoj školi za umjetnost i obrt u Zagrebu kod Rudolfa Valdeca i Roberta Frangeša, a kada je ona 1922. godine pretvorena u Kraljevsku akademiju za umjetnost i obrt, nastavlja studij kod Ivana Meštrovića.
Nakon diplome 1924. godine odlazi u Pariz, kao stipendist francuske vlade i dalje se usavršava na École des Arts décoratifs i na Académie des Beaux-Arts. U kiparstvu, njegovi trajni uzori ostat će klasični kipari; Donatello, Michelangelo i Bourdell. U Parizu počinje izlagati; prvi put 1925. godine na Salonu francuskih umjetnika, te drugi put 1926. godine na Salonu nezavisnih. Boravak u Parizu u Augustinčićevoj će biografiji ostati zabilježen kao jedan od presudnih trenutaka u izgradnji mladoga kipara.
Po povratku u Zagreb crta i izlaže grafike (1926. godine u Zagrebu te 1927. godine u Lavovu i Zagrebu). Prvi put samostalno izlaže svoje skulpture u Salonu Galić u Splitu. Augustinčić je jedan od osnivača likovne grupe Grupe Zemlja - 1929. godine, bio je potpredsjednik jedno vrijeme. S Grupom Zemlja izlaže 1929., 1931. i 1932. godine u Zagrebu, te 1931. godine u Parizu, iz grupe istupa 1933. godine. Istodobno izlaže u Barceloni (1929. godine), Londonu i Beogradu (1930. godine).
Od 1930-ih godina Augustinčić se počinje baviti tada vrlo unosnim javnim spomenicima, sudjeluje i često pobjeđuje na brojnim javnim natječajima za spomenike diljem svijeta te stječe ugled provjerenog majstora konjaničkih figura. Već prije Drugoga svjetskog rata, Augustinčić je stekao status državnog kipara, u očima svojih kolega i likovne javnosti – s jedne strane to mu je donijelo materijalne koristi, ali je istovremeno postao subjekt zavisti i ogovaranja. Tako će već 1940. godine postati dopisnim članom JAZU (redovitim članom postao je 1949. godine). Za rata izlaže s tadašnjom hrvatskom reprezentacijom (Bruno Bulić, Josip Crnobori, Jozo Kljaković,Slavko Kopač, Miroslav Kraljević, Ivan Meštrović, Antun Mezdjić, Antun Motika, Juraj Plančić, Josip Račić, Ivo Režek, Slavko Šohaj, Emanuel Vidović) na posljednjem ratnom Venecijanskom bijenalu - 1942. godine.
Njegov odnos prema ljevičarima prije i za Drugoga svjetskog rata, i danas je predmetom brojnih špekulacija. U svakom slučaju on ih je materijalno pomagao, iako se libio poduzeti nešto radikalnije od toga. Nakon rata bio je i ostao jedan od Titovih najintimnijih prijatelja, neki kažu jer su iz iste fare.
Odmah po završetku rata – 1949. godine, dobiva mjesto profesora na ALU (bio je i rektor) i vodi Majstorsku radionicu za kiparstvo (nešto kao poslijediplomski studij), kao Majstor kipar.
Upoznavši Rodina, Augustinčić napušta akademizam i u slobodnoj modelaciji i nemirnom rodenovskom obliku traži vlastiti stil i izraz. Pronalazi ga između Meštrovićeve monumentalnosti i Kršinićeve lirske forme. Portreti Matošića, Šnajdera, Ivekovića, Štampara, Broza i Ružičke tek su neka od tih antologijskih djela portretne plastike, dok je niz njegovih figurativnih skulptura kao primjerice Nošenje ranjenika te mnogobrojni ženski aktovi razasut diljem svjetskih muzeja i galerija.
Najviše ih se ipak čuva u Galeriji Antuna Augustinčića u njegovome rodnom Klanjcu kojem je ostavio u nasljeđe najveći broj svojih djela, skica i maketa za mnogobrojne spomenike. 
Darovnim ugovorom iz 1970. godine sva svoja djela poklonio je rodnom Klanjcu, u kojem je 1976. godine otvorena Galerija Antuna Augustinčića.
Od kraja 1950-ih sve do smrti, 10. svibnja 1979. godine Augustinčić stvara u osami svoga zagrebačkog ateliera gdje nastaju njegova mnogobrojna djela što će u hrvatskoj umjetnosti obilježiti drugu polovicu prošloga stoljeća. Autorovi posljednji ostatci pohranjeni su u podnožju skulpture Nošenje ranjenika ispred Galerije.

## Izbor najpoznatijih djela
- 1929. – Sarkofag blažene Ozane Kotorske, Kotor, Katedrala sv. Tripuna
- 1930. – Tuga, spomenik na groblju obitelji Vajda, Zagreb, Mirogoj
- 1932. – Spomenik Petru Kočiću, (u suradnji s Vanjom Radaušem), Banja Luka
- 1932. – Spomenik palim Šumadincima, Kragujevac
- 1932. – Mojsije, spomenik na grobu obitelji Gluck, Zagreb, Mirogoj, (spomenik je 1952. godine premješten i postavljen u sklopu novog spomenika posvećenog Židovima, žrtvama drugog svjetskog rata.
- 1937. – Spomenik oslobodiocima Niša, Niš
- 1937. – Spomenik kralju Petru i kralju Aleksandru, Skoplje (srušen tijekom Drugoga svjetskog rata)
- 1938. – Spomenik Stjepanu Radiću, Selca na Braču
- 1936. – 1939. – Spomenik Šleskom ustanku (izvedena je samo središnja konjanička figura Josefa Pilsudskog, postavljena 1991. godine u Katowicama, Poljska
- 1939. – Rudar, Geneva, Švicarska
- 1942. – poprsje poglavnika Ante Pavelića, nepoznata sudbina[5]
- 1947. – Spomenik zahvalnosti Crvenoj armiji, Batina
- 1948. – Maršal Tito, Kumrovec
- 1954. – Moša Pijade, Zagreb i Sisak
- 1954. – Mir (Jahačica), New York, Sjedinjene Američke Države
- 1955. – Spomenik žrtvama fašizma - Yekatit 12, Adis Abeba, Etiopija (poklon predsjednika Tita Etiopskom narodu)[6]
- 1959. – Spomenik etiopskom partizanu, Holleta, Etiopija
- 1959. – Spomenik rasu Makonnenu, Harar, Etiopija,
- 1967. – Bista Zlatka Balokovića, grobnica obitelji Baloković, Zagreb, Mirogoj
- 1973. – Spomenik Seljačkoj buni, Gornja Stubica
- 1983. – Nošenje ranjenika, Zagreb, Medicinski fakultet

## Učenici i suradnici
U njegovoj su majstorskoj radionici diplomirali Josip Konta, Ivan Kožarić, Ante Starčević i ini. Augustinčićev je rad utjecao na poslijeratnu stvarateljsku fazu Zvonka Cara. S Augustinčićevom radionicom surađivali su Robert Baća, Nesto Orčić, Miro Vuco i ini.
Majstorsku radionicu Antuna Augustinčića projektirao je hrvatski arhitekt Slavko Löwy.

## Galerija
- Spomenik Josipu Brozu Titu u Kumrovcu
- Konjanički spomenik poljskom maršalu i državniku Józefu Piłsudskom
- Spomenik na grobu obitelji Vajda, Mirogoj
- Kip Mojsija na Mirogoju
- Spomenik na grobu Zlatka Balokovića na Mirogoju
- Motiv augustinčićeve skulpture Mir na novčanici od 100 dinara
- Spomenik zahvalnosti Crvenoj armiji, Batina
- Spomenik osloboditeljima Niša, Niš (1937.)
- Grafit s prizorom ukrcaja skulpture Vjesnica mira, koja je 1954. godine krenula iz Luke Rijeka na put za New York, pred zgradu UN-a.
- Nošenje ranjenika, Veterinarski fakultet u Zagrebu
- Nošenje ranjenika, Muzej povijesti Jugoslavije u Beogradu
- Spomenik Seljačkoj buni u Gornjoj Stubici

## Nagrade
Za svoj rad Antun Augustinčić, dobio je:
- 1961.: Godišnja nagrada Vladimir Nazor[7]

## Vanjske poveznice
- Galerija Antun Augustinčić, Klanjec